# Ruuben Kaalep
Pour les articles homonymes, voir Kaalep.
 (juin 2021).
La mise en forme du texte ne suit pas les recommandations de Wikipédia : il faut le « wikifier ».
Les points d'amélioration suivants sont les cas les plus fréquents :
- Les titres sont pré-formatés par le logiciel. Ils ne sont ni en capitales, ni en gras.
- Le texte ne doit pas être écrit en capitales (les noms de famille non plus), ni en gras, ni en italique, ni en « petit »…
- Le gras n'est utilisé que pour surligner le titre de l'article dans l'introduction, une seule fois.
- L'italique est rarement utilisé : mots en langue étrangère, titres d'œuvres, noms de bateaux, etc.
- Les citations ne sont pas en italique mais en corps de texte normal. Elles sont entourées par des guillemets français : « et ».
- Les listes à puces sont à éviter, des paragraphes rédigés étant largement préférés. Les tableaux sont à réserver à la présentation de données structurées (résultats, etc.).
- Les appels de note de bas de page (petits chiffres en exposant, introduits par l'outil «  Source ») sont à placer entre la fin de phrase et le point final[comme ça].
- Les liens internes (vers d'autres articles de Wikipédia) sont à choisir avec parcimonie. Créez des liens vers des articles approfondissant le sujet. Les termes génériques sans rapport avec le sujet sont à éviter, ainsi que les répétitions de liens vers un même terme.
- Les liens externes sont à placer uniquement dans une section « Liens externes », à la fin de l'article. Ces liens sont à choisir avec parcimonie suivant les règles définies. Si un lien sert de source à l'article, son insertion dans le texte est à faire par les notes de bas de page.
- La présentation des références doit suivre les conventions bibliographiques. Il est recommandé d'utiliser les modèles {{Ouvrage}}, {{Chapitre}}, {{Article}}, {{Lien web}} et/ou {{Bibliographie}}. Le mode d'édition visuel peut mettre en forme automatiquement les références.
- Insérer une infobox (cadre d'informations à droite) n'est pas obligatoire pour parachever la mise en page.

Pour une aide détaillée, merci de consulter Aide:Wikification.
Si vous pensez que ces points ont été résolus, vous pouvez retirer ce bandeau et améliorer la mise en forme d'un autre article.
Ruuben Kaalep, né le 21 septembre 1993 à Tallinn, est un homme politique estonien. Il a été membre du XIVe parlement monocaméral de la république d’Estonie.
Son père était le poète, dramaturge, critique littéraire et traducteur Ain Kaalep. De 2012 à 2017, il a étudié l'histoire à l'université de Tartu.
Il est l'un des fondateurs de l'organisation de jeunesse du Parti populaire conservateur d'Estonie, Sinine Äratus (" Réveil bleu ").
Depuis 2012, il est membre du Parti populaire conservateur d'Estonie.

## Accusations de nazisme, d'antisémitisme et d'extrémisme de droite
En avril 2019, le journaliste Mikk Salu a publié un article dans Eesti Ekspress décrivant des incidents du passé de Kaalep, qui n'étaient que quelques exemples d'une longue histoire documentée, sur la base desquels Salu a estimé qu'il était justifié d'affirmer que Ruuben Kaalep est un nazi et un antisémite,. 
Au lycée, Kaalep aurait mis en scène une pièce de théâtre remettant en cause l'Holocauste. Entre 2009 et 2014, Kaalep a participé activement à l'édition de la section estonienne de l'encyclopédie en ligne antisémite et nazie Metapedia. En 2014, Kaalep, en tant que représentant de la jeunesse EKRE, s'est rendu à la station de radio néonazie britannique Renegade Broadcasting pour parler de l'histoire de l'Estonie. Selon Kaalep, il ne connaissait pas le propriétaire de la station de radio, n'était pas au courant du contexte de l'organisation terroriste "Action nationale" créée par le présentateur et n'a pas interagi par la suite avec ce groupe.
En 2016, Kaalep a publié une photo de lui-même avec le militant d'extrême droite américain Paul Ramsey sur sa page Instagram, en légendant la photo "fashy goyim", ce qui, selon le journaliste Mikk Salu, signifie "non-Juifs fascistes" dans le langage néonazi. Ruuben Kaalep a commenté l'allégation de Salu : "Il s'agit d'un mème internet, et une telle interprétation du mème montre plutôt l'inexactitude du journaliste".
En mars, Kaalep a partagé une photo de lui-même et de ses compagnons se tenant derrière le directeur du Centre Simon Wiesenthal, Efraim Zuroff, se tenant le nez et, selon Mikk Salu, se moquant de l'homme. Selon Kaalep, ce manque de respect ne s'adressait pas aux personnes d'ethnie juive, mais à Efraim Zuroff seul, qui "fait depuis des décennies des déclarations hostiles à l'Estonie et calomnieuses à l'égard de notre lutte pour la liberté" Le mémorial de Mikk Salenthal dans la déclaration de Mikk Salenthal ne se voulait pas un geste irrespectueux envers les personnes d'ethnie juive.
La même année, Kaalep a également partagé une photo sur Twitter dans laquelle il pose avec le néonazi américain Richard Spencer,. Selon l'explication de Kaalep, Spencer voulait prendre une photo avec lui et il "n'est pas d'accord avec un très grand nombre de ses opinions, notamment la glorification de l'impérialisme et de la russophilie."
Selon Kaalep, Johnson a toujours insisté sur le fait que le génocide et l'impérialisme sont hors de question pour les nationalistes d'aujourd'hui, et a prôné un État-nation pour tous les peuples, y compris les Juifs. Olena Semenyaka a cité Oswald Mosley, le leader de l'Union britannique des fascistes, comme l'une de ses influences les plus importantes, et a posé avec une bannière nazie et une croix gammée. La raison invoquée par Kaalep pour inviter Semenyaka était qu'il était le secrétaire aux affaires étrangères du parti parlementaire ukrainien, le Corps du peuple, qui avait représenté les nationalistes ukrainiens lors de réunions et de conférences dans de nombreux pays européens, et que le Corps du peuple était basé au Polka d'Azov, dont les soldats étaient également légalement assistés par l'État estonien,. Semenyaka était l'une des figures les plus influentes du mouvement nationaliste ukrainien.
Kaalep est un ami Facebook et, il est apparu lors de la même conférence, avec Alexander Markovic, l'un des fondateurs du mouvement identitaire autrichien IBÖ (en). Ce mouvement autrichien a reçu des dons du terroriste Australien raciste et antisémite Brenton Tarrant. L'événement, organisé par Blue Dawn pour promouvoir la culture australienne, a été promu à l'aide d'un mème commun aux antisémites et aux nazis en Australie, qui était également l'avatar de Brenton Tarrant sur Twitter. Selon Kaalep, il s'agit d'une pure coïncidence et le mème est utilisé pour dépeindre les Australiens dans les cercles en ligne depuis au moins 2013. Dans le clip vidéo de la publicité électorale de Riigikogu, on voit Kaalep avec le livre My Awakening (en) du leader raciste et antisémite du Ku Klux Klan, David Duke, bien en évidence sur une étagère derrière lui.
Auparavant, en 2015, les manifestations d'extrême droite de Ruuben Kaalep avaient été évoquées par l'historien Aro Velmet, qui soulignait alors que Kaalep avait posé avec l'insigne de la 20e division de volontaires SS estoniens sur le site Internet d'EKRE et donné une interview à la station de radio activiste suprématiste blanche Renegade Broadcasting. Velmet accuse Kaalep d'utiliser le même symbole que le monument de la victoire de la guerre d'indépendance à Tallinn.